# Eleições municipais de Rio Grande (Rio Grande do Sul) em 2020
A eleição municipal da cidade de Rio Grande em 2020 ocorrerá no dia 15 de novembro e elegerá um prefeito, um vice-prefeito e dezesseis membros da câmara de vereadores para a administração da cidade. Os mandatos dos candidatos eleitos neste pleito durarão entre 1 de janeiro de 2021 e 31 de dezembro de 2024. O prefeito titular é Alexandre Lindenmeyer, do Partido dos Trabalhadores (PT), que, por estar em segundo mandato, não pode concorrer à reeleição.
Originalmente, as eleições ocorreriam em 4 de outubro (primeiro turno), porém, com o agravamento da pandemia de COVID-19 no Brasil, as datas foram modificadas.

## Contexto político e pandemia
As eleições municipais de 2020 estão sendo marcadas, antes mesmo de iniciada a campanha oficial, pela pandemia de COVID-19 no Brasil, o que está fazendo com que os partidos remodelem suas estratégias de pré-campanha. O Tribunal Superior Eleitoral (TSE) autorizou os partidos a realizarem as convenções para escolha de candidatos aos escrutínios por meio de plataformas digitais de transmissão, para evitar aglomerações que possam proliferar o coronavírus. Alguns partidos recorreram a mídias digitais para lançar suas pré-candidaturas. Além disso, a partir deste pleito, será colocada em prática a Emenda Constitucional 97/2017, que proíbe a celebração de coligações partidárias para as eleições legislativas, o que pode gerar um inchaço de candidatos ao legislativo.

## Candidaturas à prefeitura
O prazo final para registro de candidaturas no Tribunal Superior Eleitoral (TSE) foi 26 de setembro.. As candidaturas registradas no sistema do TRE são as seguintes:
A lista de candidatos teve como prazo final para registro de candidaturas pelo Tribunal Superior Eleitoral o dia 26 de setembro. O prazo original, 15 de agosto, foi modificado em razão da Emenda Constitucional nº 107/2020. Após as convenções realizadas, foram apresentadas as chapas a seguir:
| Prefeito(a)              | Prefeito(a) | Prefeito(a) | Vice-prefeito(a)       | Vice-prefeito(a) | Vice-prefeito(a) | Coligação                                                                                        | N  |
| Candidato(a)             | Partido     | Partido     | Candidato(a)           | Partido          | Partido          | Coligação                                                                                        | N  |
| ------------------------ | ----------- | ----------- | ---------------------- | ---------------- | ---------------- | ------------------------------------------------------------------------------------------------ | -- |
| Engenheiro Rosberguer    |             | PDT         | Karine Hallal          |                  | PDT              | Sem coligação                                                                                    | 12 |
| Darlene Pereira          |             | PT          | Renatino Gomes         |                  | Cidadania        | "Frente Popular" (PT, Cidadania, PSB, PCdoB, PV)                                                 | 13 |
| Fábio Branco             |             | MDB         | Sérgio Webber          |                  | MDB              | "O Rio Grande que queremos" (MDB, Republicanos, Patriota, Podemos, PP, PSDB, PSC, Solidariedade) | 15 |
| Professor Ademar Moraes  |             | PSL         | Sargento Marcelo Pires |                  | PSL              | Sem coligação                                                                                    | 17 |
| Simone a Mulher do Asylo |             | PL          | Lenon Marques          |                  | PL               | Sem coligação                                                                                    | 22 |
| Augusto César            |             | DEM         | Juiz Senna             |                  | DEM              | "Juntos para endireitar o Rio Grande" (DEM, PRTB)                                                | 25 |
| Vera Mayorca             |             | PSOL        | Claudia Peixoto        |                  | PSOL             | Sem coligação                                                                                    | 50 |
| Assis Lilja              |             | PSD         | Claudemir Correa       |                  | Avante           | "Com trabalho e respeito, o Rio Grande tem jeito" (PSD, Avante, PROS)                            | 55 |

## Candidaturas a vereança
Conforme dados informados pelos partidos ao TSE.
| Partido      | Número de candidaturas |
| ------------ | ---------------------- |
| Avante       | 3                      |
| Cidadania    | 30                     |
| DEM          | 34                     |
| MDB          | 34                     |
| Patriota     | 31                     |
| Podemos      | 3                      |
| PCdoB        | 23                     |
| PDT          | 35                     |
| PL           | 22                     |
| PP           | 32                     |
| PSB          | 29                     |
| PSD          | 31                     |
| PSDB         | 29                     |
| PSL          | 8                      |
| PSOL         | 8                      |
| PT           | 32                     |
| PTB          | 10                     |
| PRTB         | 5                      |
| PV           | 4                      |
| Republicanos | 28                     |
| Total        | 419                    |

## Resultados

### Prefeitura
| Candidatos      | Candidatos                    | 1º Turno 15 de novembro de 2020 | 1º Turno 15 de novembro de 2020 |
| Candidatos      | Candidatos                    | Votos                           | %                               |
| --------------- | ----------------------------- | ------------------------------- | ------------------------------- |
|                 | Fábio Branco (MDB)            | 43.952                          | 44,5 / 100,0                    |
|                 | Darlene Pereira (PT)          | 34.768                          | 35,2 / 100,0                    |
|                 | Simone A Mulher do Asylo (PL) | 7.072                           | 7,2 / 100,0                     |
|                 | Augusto César (DEM)           | 5.038                           | 5,1 / 100,0                     |
|                 | Assis Lilja (PSD)             | 3.398                           | 3,4 / 100,0                     |
|                 | Engenheiro Rosberguer (PDT)   | 3.233                           | 3,3 / 100,0                     |
|                 | Professor Ademar Moraes (PSL) | 849                             | 0,9 / 100,0                     |
|                 | Vera Mayorca (PSOL)           | 494                             | 0,5 / 100,0                     |
| Votos válidos   | Votos válidos                 | 98.804                          | 100,0 / 100,0                   |
| Votos válidos   | Votos válidos                 | 98.804                          | 91,1 / 100,0                    |
| Votos em branco | Votos em branco               | 4.609                           | 4,3 / 100,0                     |
| Votos nulos     | Votos nulos                   | 4.972                           | 4,6 / 100,0                     |
| Comparecimento  | Comparecimento                | 108.385                         | 100,0 / 100,0                   |
| Comparecimento  | Comparecimento                | 108.385                         | 70,3 / 100,0                    |
| Abstenções      | Abstenções                    | 45.862                          | 29,7 / 100,0                    |
| Eleitorado apto | Eleitorado apto               | 154.247                         | 100,0 / 100,0                   |

### Câmara Municipal
| Resumo (por partido) | Resumo (por partido) | Resumo (por partido) | Resumo (por partido) | Resumo (por partido) | Resumo (por partido) |
| Partido              | Partido              | Votos                | %                    | Vereadores           | Vereadores           |
| -------------------- | -------------------- | -------------------- | -------------------- | -------------------- | -------------------- |
|                      | MDB                  | 21.434               | 21,8 / 100,0         | 6 / 21               | 1                    |
|                      | PT                   | 15.140               | 15,4 / 100,0         | 4 / 21               | 2                    |
|                      | Cidadania            | 9.470                | 9,6 / 100,0          | 2 / 21               | 0                    |
|                      | Patriota             | 8.492                | 8,6 / 100,0          | 2 / 21               | 0                    |
|                      | Republicanos         | 6.958                | 7,1 / 100,0          | 2 / 21               | 1                    |
|                      | PSB                  | 5.639                | 5,7 / 100,0          | 1 / 21               | 1                    |
|                      | PSDB                 | 4.702                | 4,8 / 100,0          | 1 / 21               | 0                    |
|                      | PP                   | 4.338                | 4,4 / 100,0          | 1 / 21               | 1                    |
|                      | DEM                  | 4.307                | 4,4 / 100,0          | 1 / 21               | 1                    |
|                      | PSD                  | 4.246                | 4,3 / 100,0          | 1 / 21               | 0                    |
|                      | PDT                  | 3.745                | 3,8 / 100,0          | 0 / 21               | 0                    |
|                      | PL                   | 2.674                | 2,7 / 100,0          | 0 / 21               | 0                    |
|                      | PC do B              | 2.377                | 2,4 / 100,0          | 0 / 21               | 0                    |
|                      | PSOL                 | 1.557                | 1,6 / 100,0          | 0 / 21               | 0                    |
|                      | PTB                  | 1.313                | 1,3 / 100,0          | 0 / 21               | 0                    |
|                      | Podemos              | 1.057                | 1,1 / 100,0          | 0 / 21               | 0                    |
|                      | PSL                  | 352                  | 0,4 / 100,0          | 0 / 21               | 0                    |
|                      | PRTB                 | 291                  | 0,3 / 100,0          | 0 / 21               | 0                    |
|                      | PV                   | 162                  | 0,2 / 100,0          | 0 / 21               | 0                    |
|                      | Avante               | 128                  | 0,1 / 100,0          | 0 / 21               | 0                    |
|                      | Solidariedade        | 0                    | 0 / 100,0            | 0 / 21               | 1                    |
| Votos válidos        | Votos válidos        | 98.382               | 100,0 / 100,0        | 21 / 21              | 0                    |
| Votos válidos        | Votos válidos        | 98.382               | 90,8 / 100,0         |                      |                      |
| Votos em branco      | Votos em branco      | 5.838                | 5,4 / 100,0          |                      |                      |
| Votos nulos          | Votos nulos          | 4.165                | 3,8 / 100,0          |                      |                      |
| Comparecimento       | Comparecimento       | 108.385              | 100,0 / 100,0        |                      |                      |
| Comparecimento       | Comparecimento       | 108.385              | 70,3 / 100,0         |                      |                      |
| Abstenções           | Abstenções           | 45.862               | 29,7 / 100,0         |                      |                      |
| Eleitorado apto      | Eleitorado apto      | 154.247              | 100,0 / 100,0        |                      |                      |